# 제3회 서울국제영화제
제3회 서울국제영화제의 시상식에 관한 내용이다. 2002년에 열렸다.

## 수상 및 후보

### 세네프대상
- 재생 - 호아호 카니호 수상

### 세네피언에이스
- 레이디...고 - 나가니시 요시히사 수상

### 심사위원특별상
- 9 - 우미트 우날 수상

### 심사위원특별언급
- 괴음 - 슈타로 오쿠 수상